# Црни јасен
Црни јасен (Fraxinus ornus) — Јасен је врста јасена чије је станиште Јужна Европа и западна Азија. Цвета у марту месецу са листањем. Користи се у индустрији за израду намештаја.

## Опис
Дрво је високо до 10(-15) метара са пречником до 0,5 м. Кора је сивопепељаста и глатка; сви остали јасенови имају испуцалу кору. Листови непарно перасти, са (5) 7-9 (11) врло варијабилних листића. Они су обично зашиљено елиптични или јајасто ланцетасти, са променљивом назубљеношћу на ободу. Цвасти су метличасте, густе, врло крупне (до 15 cm дуге), миришљаве и многоцветне. Плод (зрео августа) са крилом дуг 2-3,5 cm.

## Станиште
Среће се врло често у свим термофилним шумама, од низина до преко 1.200 м надморске висине. Јавља се у храстовим и мешовитим шумама. Отпоран је према суши и расте на плитким, неразвијеним земљиштима. Светлољубива је и хигрофилна врста, али подноси и сенку. Опште распрострањење: јужна и средња Европа, Медитеран, Мала Азија, Закавказје.